# Tasjkent (provincie)
Tasjkent is een provincie (viloyat) van Oezbekistan.
Tasjkent telt ongeveer 2.820.000 inwoners op een oppervlakte van 15.300 km².

## Demografie
De provincie Tasjkent telt ongeveer 2.820.000 inwoners (2017).
In 2017 werden er in totaal kinderen 57.200 geboren. Het geboortecijfer bedraagt 20,3‰ en is daarmee het hoogst in Oezbekistan. Er stierven in dezelfde periode 16.300 mensen. Het sterftecijfer bedraagt 5,8‰. De natuurlijke bevolkingstoename is +40.900 personen, ofwel +14,5‰.  
De gemiddelde leeftijd is 29,8 jaar (2017). Dat is hoger dan de rest van Oezbekistan.
Andizan · Buchara · Fergana · Jizzax · Namangan · Navoiy · Qashqadaryo · Samarkand · Sirdarjo · Surxondaryo · Tasjkent · Xorazm

Stad: Tasjkent

Autonome republiek: Karakalpakstan